# Il volo (film 2010)
Il volo è un cortometraggio di produzione italiana, girato nel 2009 e finito nel 2010 . Diretto da Wim Wenders, è il primo film europeo girato e montato in 3D ed è l'ultimo film interpretato da Ben Gazzara. Nel cast sono presenti Luca Zingaretti, Giacomo Battaglia e Gabriele Fiore. Giancarlo Giannini dà la voce a Ben Gazzara.

## Trama
Calabria, 1997 comune di Badolato. L'arrivo di un gruppo di immigrati a bordo di un barcone causa l'arrivo delle forze dell'ordine che schedano gli immigrati e li portano via. Il consiglio comunale in seduta straordinaria decreta che il comune, per evitare la totale spopolazione, è pronto ad ospitare i migranti mentre il prefetto ne contesta l'impossibilità per legge e sospetta che sotto lo sbarco vi sia lo zampino del sindaco "furbone". Beppino, nipote del sindaco ed ultimo bambino rimasto in paese, corre su e giù per le scale del paese portando i messaggi tra sindaco e prefetto e ne approfitta per regalare un pallone ai bambini che sono con i migranti. Quando oramai i migranti sono stati portati via, si scopre che il prefetto aveva ragione, è il sindaco che fa volantinaggio per invitare i migranti al paese. Nella seconda parte è Wim Wenders che racconta poi in prima persona il proprio sentire su questa vicenda basata su avvenimenti realmente accaduti.